# جورج كراوفورد
جورج ووكر كراوفورد (بالإنجليزية: George W. Crawford)‏ (22 ديسمبر 1798 - 27 يوليو 1872) هو محامي وسياسي أمريكي من مقاطعة كولومبيا، جورجيا. عين كروفورد نائبا عاما للولاية في عام 1827، من قبل الحاكم جون فورسيث، وعمل بهذه الصفة حتى عام 1831. كما خدم كروفورد لخمس سنوات في الجمعية العامة لمجلس نواب الولاية كممثل لمقاطعة ريتشموند على دعوى حقوق الولايات.
وقد خدم جورج كراوفورد في مجلس النواب الأمريكي لملء المقعد الذي تركه ريتشارد هابرسهام بعد وفاته في المنصب. انتخب كراوفورد ليشغل منصب حاكم جورجيا الثامن والثلاثين – وذلك لفترتين بين عامي 1843-1847. أصبح المرشح الوحيد لحزب الويغ الذي يشغل منصب الحاكم في تاريخ الولاية. كما شغل كروفورد منصب وزير الحرب الأمريكي بين عامي 1849-50.

شغل كروفورد منصب الوزارة في عهد زاكاري تايلور، ولكن شابت عهده مزاعم بشأن أخذه نصف أملاك وأراضي ورثة التاجر جورج غالفين. حصل كروفورد على «مكافأة كبيرة» مقابل خدماته، حيث تلقى نصف التعويض الحكومي عن عائلة غالفين مقابل توليه القضية – وهو ما أطلق عليه خصوم كروفورد السياسيين «قضية غالفين» – وهو ما مثل أيضا نهاية طموحات كروفورد السياسية. وعندما توفي الرئيس تايلور بشكل غير متوقع أثناء تولى منصبه، استقال كروفورد من منصبه كوزير للحرب وتقاعد من السياسة.
ولكن في عام 1861، انتخب كروفورد مندوبا عن مقاطعة ريتشموند لمؤتمر انفصال الولاية عن الاتحاد فخرج من التقاعد للرد على دعوات ناخبيه. ومع انعقاد أول جلسة للمؤتمر، انتخب كراوفورد رئيسا دائما لمؤتمر الذي ترأس فيه صياغة قرار جورجيا بالانفصال عن الاتحاد.

## التعليم
تعلم في جامعة برنستون.